# Vampire Hunter D: Bloodlust
 (avril 2019).
Si vous disposez d'ouvrages ou d'articles de référence ou si vous connaissez des sites web de qualité traitant du thème abordé ici, merci de compléter l'article en donnant les références utiles à sa vérifiabilité et en les liant à la section « Notes et références ».
Vampire Hunter D: Bloodlust (バンパイアハンターD, Banpaia Hantā D) est un film d'animation américano-japonais dirigé par Yoshiaki Kawajiri.

## Synopsis
Dans un futur lointain, la Terre est encore dominée par les vampires, même si leur nombre est en constante diminution. Un nouveau type de chasseur est apparu, les chasseurs de vampires. 
D, dhampire, fils d'une mortelle et de l'ancien roi vampire, est l'un de ces chasseurs. Solitaire, isolé de tous, rejeté par sa race et celle des humains, il a fait le choix de chasser les vampires.
Meier Link est l'un des derniers vampires de son temps. Réputé pour sa violence envers les êtres humains, il enlève une jeune femme prénommée Charlotte Elbourne.
Le père de celle-ci engage l'équipe des frères Markus, redoutables mercenaires, composés de : Leila, sœur adoptive du quatuor Markus : Grove, très faible physiquement mais aux dons parapsychiques puissants, Borgoff, l'aîné, armé d'un arc au poing, Kyle, manipulateur de couteaux à lames multiples et Nolt, extrêmement grand et massif, armé d'une masse.
Et D, pour la retrouver, les mettant en compétition. Leur objectif : ramener Charlotte vivante, ou la tuer si nécessaire.
Ils doivent faire face à de nombreuses créatures malfaisantes, notamment la guilde des Barbarois, guerriers millénaires puissants. Et Meier, qui ne cesse d'adopter un comportement étrange envers la jeune Charlotte, multiplie les obstacles sur son chemin.

## Fiche technique
- Titre : Vampire Hunter D. : Bloodlust
- Directeur : Hideyuki Kikuchi
- Scénario : Yoshiaki Kawajiri d'après l'œuvre de Hideyuki Kikuchi
- Production : Mataichiro Yamamoto et Masao Maruyama
- Musique : Marco D'Ambrosio
- Pays d'origine :  Japon,  États-Unis
- Genre : fantastique
- Durée : 105 minutes
- Année de production : 2000
- Production : Mad House, Movic Inc.
- Édité en DVD zone 2 le 15 mai 2003 par TF1 Vidéo

### Distribution française (Nice Fellow)
Adaptation : Sophie Balaguer
Direction artistique : Claire Guyot
- Nathalie Spitzer : Leïla
- Pierre Baton : Left Hand
- Hervé Bellon : Borgoff
- Xavier Fagnon : D le Dunppeal
- Cédric Dumond : Meier
- Francis Benoît : Kyle
- Patrick Béthune : Polk
- Véronique Borgias : Carmila
- Philippe Peythieu : père de Charlotte, Benge (Baki en VF)
- Constantin Pappas : frère de Charlotte
- Michel Vigné : Nolt
- Véronique Augereau : Caroline
- Ludovic Baugin : Grove, Mashira

## Jeu vidéo
Un jeu vidéo, édité par Avalon Interactive (Virgin) a été élaboré en 2000.